# Casuariformes
Els casuariformes (Casuariiformes) són un ordre de grans ocells no voladors que viuen a Nova Guinea i algunes illes properes, i Austràlia i que pertanyen a la subclasse dels paleògnats.

## Llistat de famílies
Segons la classificació del Congrés Ornitològic Internacional (versió 2.7, 2011) aquest ordre està format per dues famílies, amb dos gèneres i quatre espècies vives.
- Família dels casuàrids (Casuariidae).
  - Gènere Casuarius.
    - Casuarius casuarius.
    - Casuarius bennetti.
    - Casuarius unappendiculatus.
- Família dels dromaids (Dromaiidae).
  - Gènere Dromaius.
    - Dromaius novaehollandiae.